# هاري رينولدز (مونتير)
هاري رينولدز (بالإنجليزية: Harry Reynolds)‏ هو مونتير أمريكي، ولد في 4 أبريل 1901 في فريسنو في الولايات المتحدة، وتوفي في 22 ديسمبر 1971 في هوليوود في الولايات المتحدة.

## وصلات خارجية
- هاري رينولدز على موقع IMDb (الإنجليزية)
- هاري رينولدز على موقع أول موفي (الإنجليزية)
- هاري رينولدز على موقع قاعدة بيانات الأفلام السويدية (السويدية)
- هاري رينولدز على موقع قاعدة بيانات الفيلم (الإنجليزية)
- هاري رينولدز على موقع كينوبويسك (الروسية)